# Manfred W. Hellmann
Manfred W. Hellmann (* 7. Juni 1936 in Celle) ist ein deutscher Linguist und Germanist.

## Leben und Wirken
Manfred Hellmann studierte von 1957 bis 1963 Germanistik, Geschichte, Philosophie und Pädagogik an der Universität des Saarlandes, der Freien Universität Berlin und der Universität Bonn. Das erste Staatsexamen für den höheren Schuldienst legte er 1963 an der Universität Bonn ab. Von 1964 bis 2001 war er als wissenschaftlicher Mitarbeiter am Institut für Deutsche Sprache in Mannheim tätig. Im Jahre 1968 wurde er an der Universität Bonn bei dem Germanisten Hugo Moser mit einer Dissertation über „Fürst, Herrscher und Fürstengemeinschaft. Untersuchungen zu ihrer Bedeutung als politischer Elemente in mittelhochdeutschen Epen: Annolied, Kaiserchronik, Rolandslied, Herzog Ernst, Wolframs 'Willehalm'“ promoviert.
In seinen Veröffentlichungen beschäftigte sich Manfred W. Hellmann vor allem mit dem Sprachvergleich und der Kommunikation zwischen der Bundesrepublik Deutschland und der DDR – vor und nach der Wende 1989/90.

## Veröffentlichungen (Auswahl)
- (Bearb.): Zum öffentlichen Sprachgebrauch in der Bundesrepublik Deutschland und in der DDR. Methoden und Probleme seiner Erforschung (= Sprache der Gegenwart, Bd. 18). Schwann, Düsseldorf 1973, ISBN 3-7895-0147-6.
- (Hrsg.): Bibliographie zum öffentlichen Sprachgebrauch in der Bundesrepublik Deutschland und in der DDR (= Sprache der Gegenwart, Bd. 16). Schwann, Düsseldorf 1976, ISBN 3-590-15616-3.
- Sprache zwischen Ost und West – Überlegungen zur Wortschatzdifferenzierung zwischen BRD und DDR und ihre Folgen. In: Wolfgang Kühlwein/Günter Radden (Hrsg.): Sprache und Kultur. Studien zur Diglossie, Gastarbeiterproblematik und kulturrellen Integration (= Tübinger Beiträge zur Linguistik, Bd. 107). Narr, Tübingen 1978, S. 15–54, ISBN 3-87808-107-3.
- (Hrsg.): Ost-West-Wortschatzvergleiche. Maschinell gestützte Untersuchungen zum Vokabular von Zeitungstexten aus der BRD und der DDR (= Institut für Deutsche Sprache Mannheim / Forschungsberichte, Bd. 48). Narr, Tübingen 1984, ISBN 3-87808-648-2.
- Einige Beobachtungen zu Häufigkeit, Stil und journalistischen Einstellungen in west- und ostdeutschen Zeitungstexten. In: Germanistische Linguistik, Bd. 82–83 (1986), S. 169–200.
- Die doppelte Wende – Zur Verbindung von Sprache, Sprachwissenschaft und zeitgebundener politischen Bewertung am Beispiel deutsch-deutscher Sprachdifferenzierung. In: Josef Klein (Hrsg.): Politische Semantik. B. edeutungsanalytische und sprachkritische Beiträge zur politischen Sprachverwendung. Westdeutscher Verlag, Opladen 1989, S. 297–326, ISBN 3-531-12050-6.
- DDR-Sprachgebrauch nach der Wende – eine erste Bestandsaufnahme. In: Muttersprache Bd. 100 (1990), S. 266–286.
- Wörter und Wortgebrauch in Ost und West. Ein rechnergestütztes Korpus-Wörterbuch zu Zeitungstexten aus den beiden deutschen Staaten. Die Welt und Neues Deutschland 1949–1974. Drei Teile (= Institut für Deutsche Sprache Mannheim / Forschungsberichte, Bd. 69). Narr, Tübingen 1992, 3-8233-4833-7.
- Wende-Bibliografie. Literatur und Nachschlagewerke zu Sprache und Kommunikation im geteilten und vereinigten Deutschland ab Januar 1990. Institut für Deutsche Sprache, Mannheim 1999, ISBN 3-922641-48-2.
- Das einigende Band? Beiträge zum sprachlichen Ost-West-Problem im geteilten und im wiedervereinigten Deutschland (= Studien zur deutschen Sprache, Bd. 43). Narr, Tübingen 2008, ISBN 3-8233-6385-9.
- mit Marianne Schröder (Hrsg.): Sprache und Kommunikation in Deutschland Ost und West. Ein Reader zu fünfzig Jahren Forschung (= Germanistische Linguistik, Bd. 192/194). Olms, Hildesheim 2008, ISBN 3-487-13607-4.